# Tuomas Turriago
Tuomas Turriago (né le 18 février 1979) est un compositeur, pianiste et chef d'orchestre classique finlandais. Depuis 2004, Turriago est maître de conférences en accompagnement à l'université des sciences appliquées de Tampere,. Il est reconnu comme le premier compositeur finlandais à enregistrer l'intégralité de son œuvre pour piano,. 
Tuomas Turriago étudie le piano sous l'égide de Carlos Turriago au Conservatoire central de Finlande et d'Erik Werner Tawaststjerna à l'Académie Sibelius. Il reçoit le premier prix au Concours de piano Kili en Suède en 1992. Il joue en Finlande en tant que pianiste pour l'Orchestre philharmonique de Tampere, TampereRaw, St. Michel Strings et le Sinfonia Finlandia Jyväskylä. Il se produit dans des festivals de musique en Europe, aux États-Unis, en Colombie et en Asie. 
Tuomas Turriago est membre fondateur et chef d'orchestre de la Tampere Chamber Opera Association. Il a dirigé les Vaasa, Seinäjoki et Mikkeli City Orchestras, ainsi que TampereRaw, Tampere Chamber Orchestra et le Brass Band de la Tampere Philharmonic. 
Depuis l'automne 2010, Tuomas Turriago est membre de l'association des compositeurs finlandais. 
Depuis 2011, Tuomas Turriago est le pianiste du In Time Quintet d'Astor Piazzolla. Il a enregistré pour Alba Records et Pilfink Records, notamment un LP en collaboration avec le trompettiste Jouko Harjanne, avec des sonates pour trompette de Harri Wessman, Lasse Eerola, Arttu Sipilä et Turriago. 

## Vie privée
Les tendances musicales latines de Turriago proviendraient ethniquement de son père, Carlos Turriago, qui est d'origine colombienne. 